# Ivan Milovanov
Ivan Sergeevič Milovanov (in russo Иван Сергеевич Милованов?; Tjumen', 8 febbraio 1989) è un giocatore di calcio a 5 russo.

## Carriera
Schierato come laterale offensivo, Milovanov ha difeso per 17 anni i colori del Tjumen'. Nel 2008 ha vinto il campionato europeo di categoria con la Russia Under-21. Il 17 gennaio 2022 viene incluso nella lista definitiva dei convocati della Russia per il campionato europeo 2022.

## Palmarès
- Campionato russo: 2
Tjumen': 2018-19
KPRF Mosca: 2022-23